# Rosa King

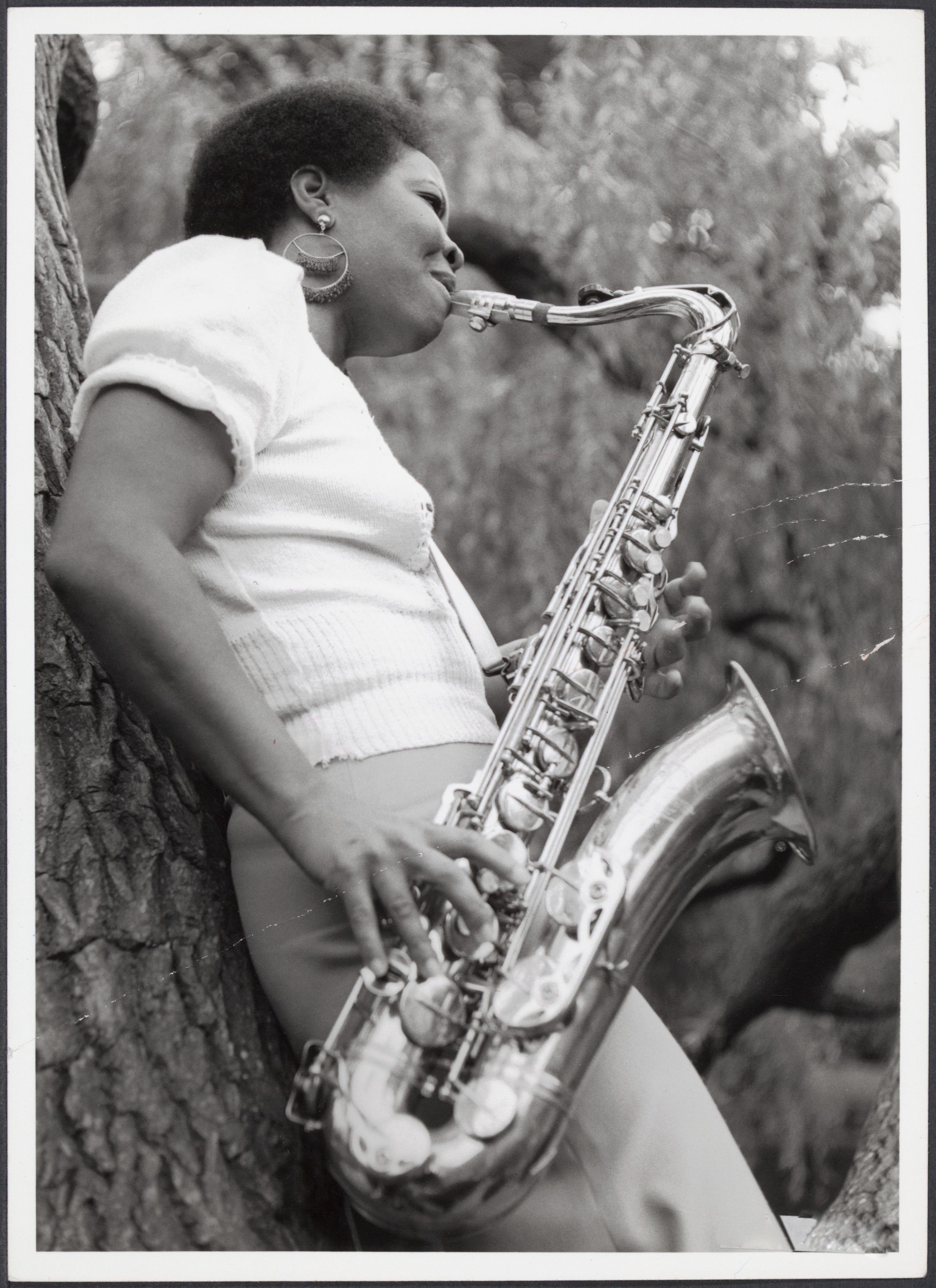
Rosa King

Rosa King (* 14. März 1939 in Macon (Georgia); † 12. Dezember 2000 in Rom) war eine amerikanische Funk- und R&B-Musikerin (Tenorsaxophon, Gesang, Komposition), die in Europa, vor allem in den Niederlanden, erfolgreich war. Sie war die erste Musikerin, die in der Nachkriegszeit in den Niederlanden als Saxophonistin bekannt wurde.

## Leben und Wirken
King, deren Mutter alleinerziehend war, sang zunächst in der Kirche. Mit 14 Jahren begann sie zu tanzen; 17-jährig trat sie der Show Charles Taylor’s Bronze Manikins bei, mit der sie durch die USA tourte. 1956 blieb sie in New York, wo sie als Kellnerin und Taxifahrerin sowie als Tänzerin Arbeit fand. Dort kaufte sie sich eine Gitarre und brachte sich autodidaktisch das Spielen bei. Zunächst trat sie als Gitarristin auf, später spielte sie Saxophon und Schlagzeug. Dann gründete sie ihre eigene Band. Gelegentlich trat sie auch mit Little Richard (mit dem sie auf dieselbe Grundschule gegangen war), Cab Calloway, Ben E. King und Lionel Hampton auf.
1971 präsentierte King ihre Soul-Show in Amsterdam. Auf Anregung der Balletttänzerin und Choreografin Helen le Clercq beschloss sie 1972, nach Amsterdam überzusiedeln, wo sie zunächst mit Hans Dulfer zusammenarbeitete. Dann gründete sie mit dem Bassisten Rainer „Holiday“ Bleck ihre Band Rosa King & Upside Down, mit der sie zunächst auf Partys spielte. 1974 entstand ein erstes Album mit dieser Band für Blue Elephant.
1978 sorgte King für einen Skandal, weil sie beim North Sea Jazz Festival uneingeladen an einer Saxophon-Battle mit Stan Getz, Archie Shepp, Illinois Jacquet, Fathead Newman, Eddie Lockjaw Davis und David Murray teilnahm. Um 1980 gründete King als weitere Band Four Roses, ein Quartett um den Blues-Pianisten Marian Stel; 1981 veröffentlichte sie das Album Rosa King’s Favourite Blues.
Im selben Jahr kehrte King kurz nach New York zurück, wo sie zwei Monate lang mit ihrer Band in Joe's Pier 52 arbeitete. Dann kam sie zurück nach Europa, wo sie in den nächsten Jahren mit Upside Down auf Tournee war; neunmal traten sie beim North Sea Jazz Festival auf. Die jungen Musikerinnen Saskia Laroo und Candy Dulfer, die damals am Anfang ihrer Karrieren standen, holte King nun als Bläsersatz zu Upside Down. Oscar Kraal spielte am Schlagzeug. In den Niederlanden und Belgien, aber auch in Nordwestdeutschland wurde sie häufig gebucht. Auch trat sie in Paris und Rom auf. Mit Upside Down nahm King insgesamt acht Studioalben und drei Live-LPs auf. 1995 erschien die Kompilation The Best of Rosa King & Upside Down.
King trat des Weiteren in der Sesamstraße und anderen europäischen Fernsehsendungen auf. Darüber hinaus wirkte sie an Christel Buschmanns Film Comeback mit Eric Burdon mit.
1999 war King in den USA mit der Band Rosa King and the Looters aktiv. Im folgenden Jahr trat sie beim Cape Town International Jazz Festival in Südafrika auf, um dann wieder nach Europa zu kommen. Die Aufzeichnung für ein Fernsehkonzert mit Alex Britti fand in Rom statt; dabei erlitt sie einen Herzanfall. Sie starb innerhalb von zwölf Stunden in einem Krankenhaus in Rom.
Aus Kings Nachlass entstand in den Niederlanden die Rosa-King-Stiftung, die junge Künstlerinnen unterstützt. Candy Dulfer erinnerte 2021, als ihr der Edison-Oeuvre-Preis (Jazz) verliehen wurde, musikalisch an sie.